# Dyane
Dyane é uma vila no distrito de Nashik, no estado indiano de Maharashtra.

## Demografia
Segundo o censo de 2001, Dyane tinha uma população de 24 837 habitantes. Os indivíduos do sexo masculino constituem 51% da população e os do sexo feminino 49%. Dyane tem uma taxa de literacia de 58%, inferior à média nacional de 59,5%: a literacia no sexo masculino é de 64% e no sexo feminino é de 51%. Em Dyane, 20% da população está abaixo dos seis anos de idade.